# Bataille d'Arras (1914)
Pour les articles homonymes, voir Bataille et siège d'Arras et Bataille de l'Artois.
Première Guerre mondiale
Batailles
Front d'Europe de l’Ouest
- Liège (8-1914)
- Namur (8-1914)
- Frontières (8-1914)
- Anvers (9-1914)
- Grande Retraite (9-1914)
- Marne (9-1914)
- Course à la mer (9-1914)
- Yser (10-1914)
- Messines (10-1914)
- Ypres (10-1914)
- Givenchy (12-1914)
- 1re Champagne (12-1914)
- Hartmannswillerkopf (1-1915)
- Neuve-Chapelle (3-1915)
- 2e Ypres (4-1915)
- Colline 60 (4-1915)
- Artois (5-1915)
- Festubert (5-1915)
- Quennevières (6-1915)
- Linge (7-1915)
- 2e Artois (9-1915)
- 2e Champagne (9-1915)
- Loos (9-1915)
- Verdun (2-1916)
- Redoute Hohenzollern (3-1916)
- Hulluch (4-1916)
- 1re Somme (7-1916)
- Fromelles (7-1916)
- Arras (4-1917)
- Vimy (4-1917)
- Chemin des Dames (4-1917)
- 3e Champagne (4-1917)
- 2e Messines (6-1917)
- Passchendaele (7-1917)
- Cote 70 (8-1917)
- 2e Verdun (8-1917)
- Malmaison (10-1917)
- Cambrai (11-1917)
- Bombardements de Paris (1-1918)
- Offensive du Printemps (3-1918)
- Lys (4-1918)
- Aisne (5-1918)
- Bois Belleau (6-1918)
- 2e Marne (7-1918)
- 4e Champagne (7-1918)
- Château-Thierry (7-1918)
- Le Hamel (7-1918)
- Amiens (8-1918)
- Cent-Jours (8-1918)
- 2e Somme (9-1918)
- Bataille de la ligne Hindenburg
- Meuse-Argonne (10-1918)
- Cambrai (10-1918)

Front italien
Front d'Europe de l’Est
Front des Balkans
Front du Moyen-Orient
Front africain
Bataille de l'Atlantique
La bataille d'Arras (également connue sous le nom de première bataille d'Arras ou première bataille d'Artois), est une bataille qui débuta le 1er octobre 1914, avec une tentative de l'Armée française de  déborder l'Armée allemande, pour l'empêcher de se déplacer vers la Manche pendant la Course à la Mer, au début de la Première Guerre mondiale.
La Xe Armée française, commandée par le général de Maud'huy, attaque les troupes allemandes qui progressent vers le nord-ouest, le 1er octobre, connaissant un certain succès jusqu'à ce que la ville de Douai soit atteinte. Là, la VIe Armée allemande du kronprinz Rupprecht lance une contre-offensive, aidée par trois Corps des Ire, IIe et VIIe Armées allemandes. Les Français sont alors contraints de se retirer sur Arras.
L'échec français à repousser l'offensive allemande se termine par la prise de la ville de Lens, le 4 octobre, et permet aux Allemands de se déplacer davantage vers le nord, vers les Flandres. Les Français, cependant, réussissent à tenir Arras.

## Forces en présence

### France
- 11e corps
- 10e corps
- 21e corps
- 70e DI